# Age of Empires III: The WarChiefs
Age of Empires III: The Warchiefs (zwana także TWC lub WC) – pierwszy oficjalny dodatek do gry RTS Age of Empires III stworzony przez Ensemble Studios. Jej premiera odbyła się 17 października 2006 roku w USA oraz 7 grudnia w Polsce. Polskim dystrybutorem jest firma CD Projekt. Wnosi ona do gry 3 nowe nacje – Azteków, Siuksów oraz Irokezów. Pojawiły się nowe budynki: Indiańska ambasada oraz Palenisko. Nie ma już bohaterów, teraz są wodzowie. Wodzowie mogą nawracać strażników skarbów, więc nasza armia nie będzie się składała z samych wojowników.
Aztekowie:
Jako jedyni mają metropolię zamiast plemienia. Mają nowy budynek: Chatę arystokracji. Można w niej szkolić jednostki lepsze niż w koszarach. Mają też kapłanów wojowników co daję i dużą przewagę ponieważ są to potężne jednostki.
Irokezi:
Mają odlewnię dział w której mogą budować lekkie działa.
Siuksowie:
Mają do dyspozycji dużo jednostek kawalerii, która jest bardzo silna. Startują z populacją na poziomie 200, tipi dają ochronę pobliskim jednostkom.